# 亚太议会论坛

论坛标志

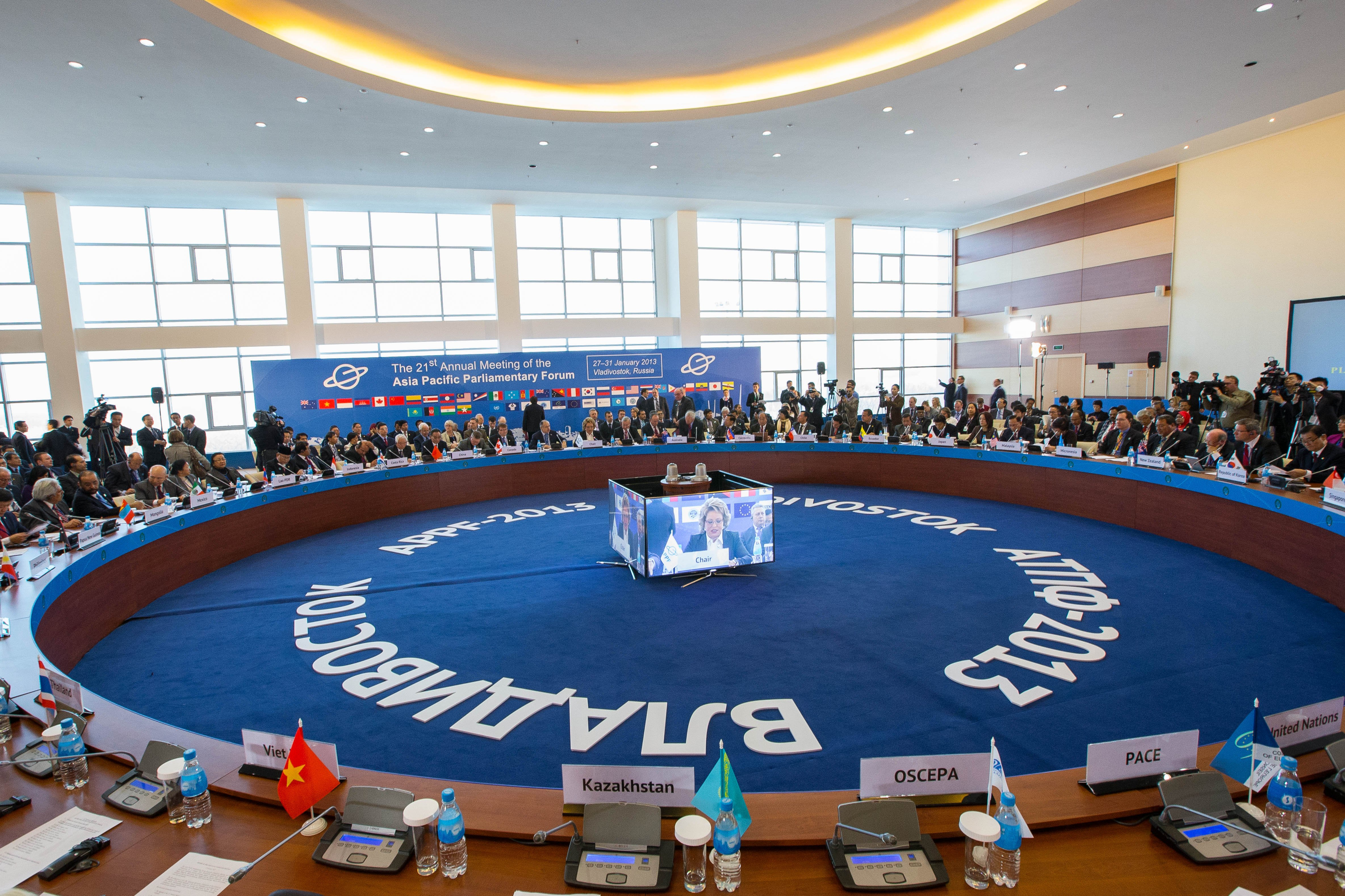
2013年在符拉迪沃斯托克举行的论坛

亚太议会论坛（英語：Asia Pacific Parliamentary Forum），是亚太地区各国最高议会议员参与组成的论坛，成立于1993年。该论坛主要关注政治、安全和社会经济议题，以及地区普遍面临的挑战。目前，APPF共有28个成员国。APPF认为该论坛为亚太地区的国会议员提供了相互沟通的渠道，以加强他们之间的联系和互动，促进地区内的协作和发展。
亚太议会论坛由前日本首相中曾根康弘发起，1993年1月在日本东京召开首次会议，会上通过了《东京宣言》，明确了APPF的方针和目标。
APPF每年举办一次，以轮值形式由各成员国轮流主办。

## 成员国
- 东北亚
  - 中华人民共和国
  - 日本
  - 韩国
  - 蒙古国
  - 俄罗斯联邦
- 东南亚
  - 文莱
  - 柬埔寨
  - 印度尼西亚
  - 老挝
  - 马来西亚
  - 菲律宾
  - 新加坡
  - 泰国
  - 越南
- 大洋洲
  - 澳大利亚
  - 斐济
  - 密克罗尼西亚联邦
  - 新西兰
  - 巴布亚新几内亚
  - 马绍尔群岛
- 美洲
  - 加拿大
  - 智利
  - 哥伦比亚
  - 哥斯达黎加
  - 厄瓜多尔
  - 墨西哥
  - 秘鲁
  - 美国